# Емісія банківських карток
Емі́сія платі́жних карто́к або Емі́сія ба́нківських карто́к — діяльність з випуску платіжних карток, відкриттю рахунків і розрахунково-касовому обслуговуванню клієнтів під час  здійснення операцій з використанням виданих їм карток.

## Дивись також
- Еквайринг
- Банк-емітент